# Thyris fenestrella
Thyris fenestrella är en fjärilsart som beskrevs av Giovanni Antonio Scopoli 1763. Thyris fenestrella ingår i släktet Thyris och familjen Thyrididae. Inga underarter finns listade i Catalogue of Life.

## Bildgalleri

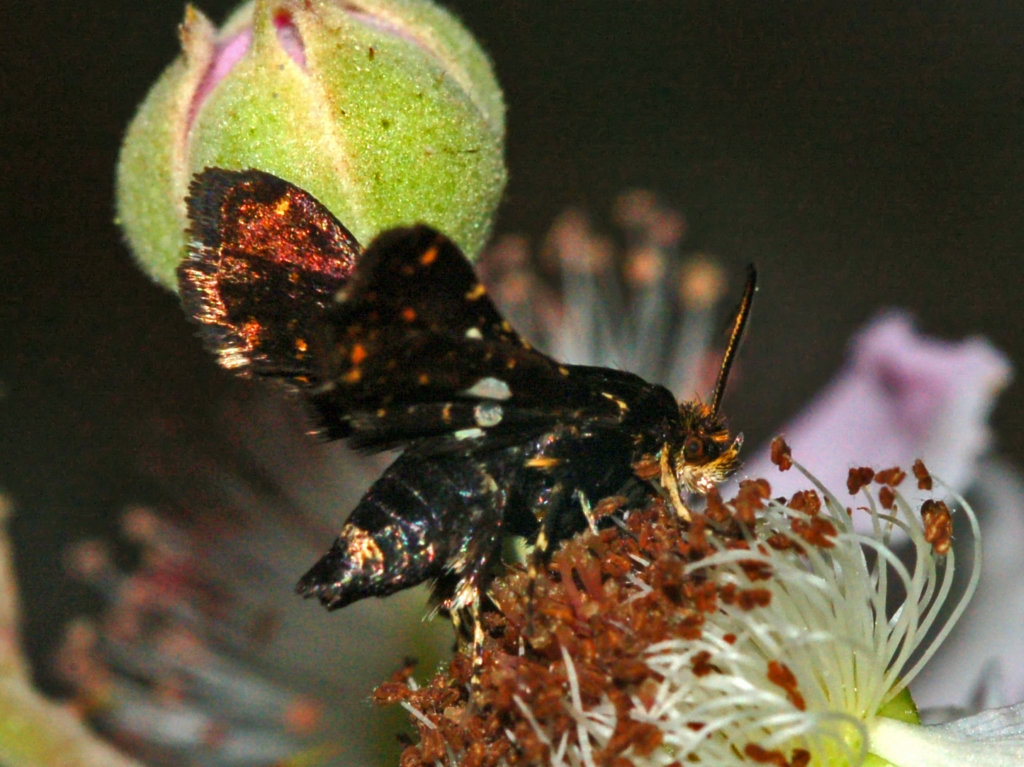
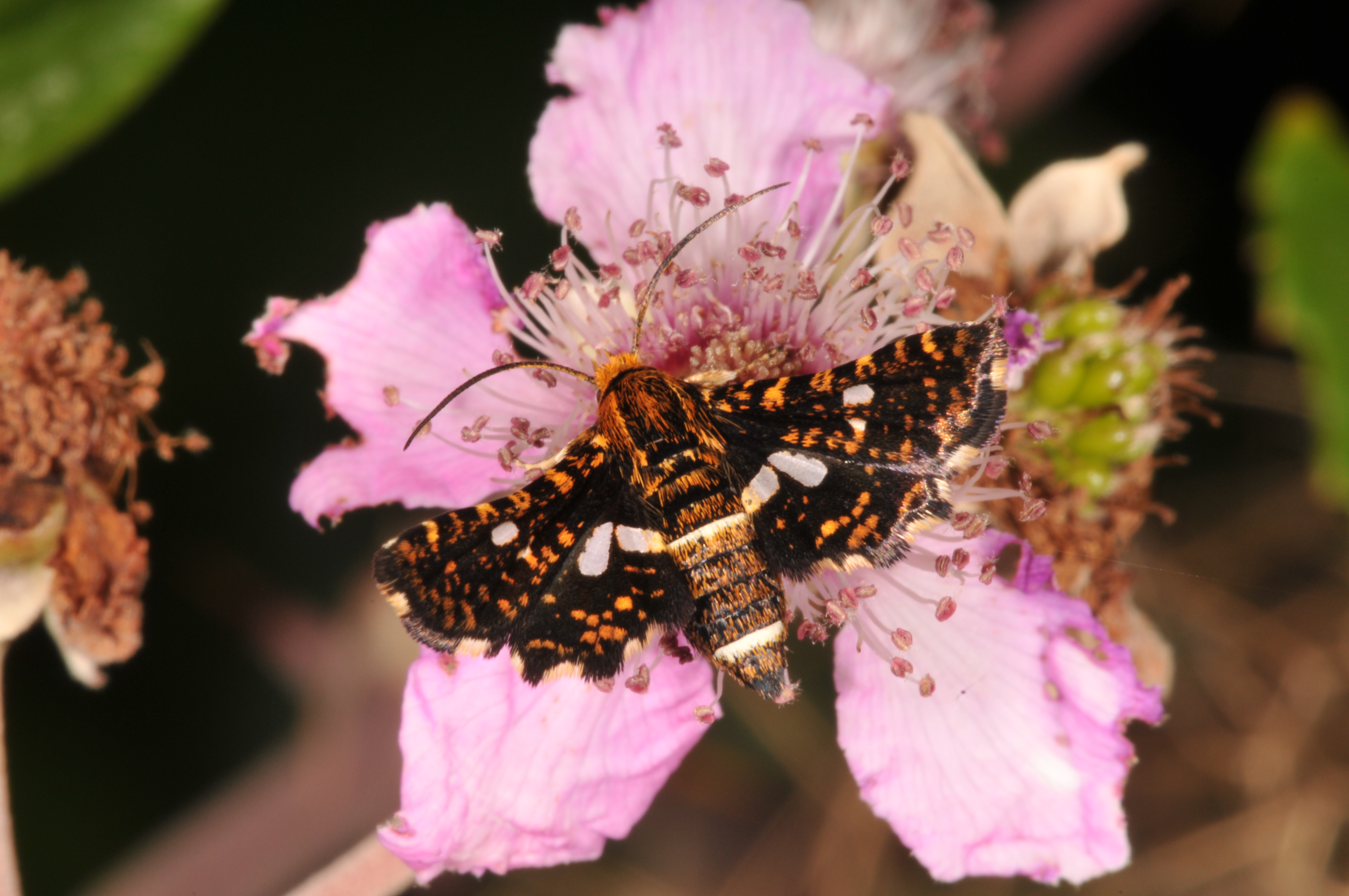
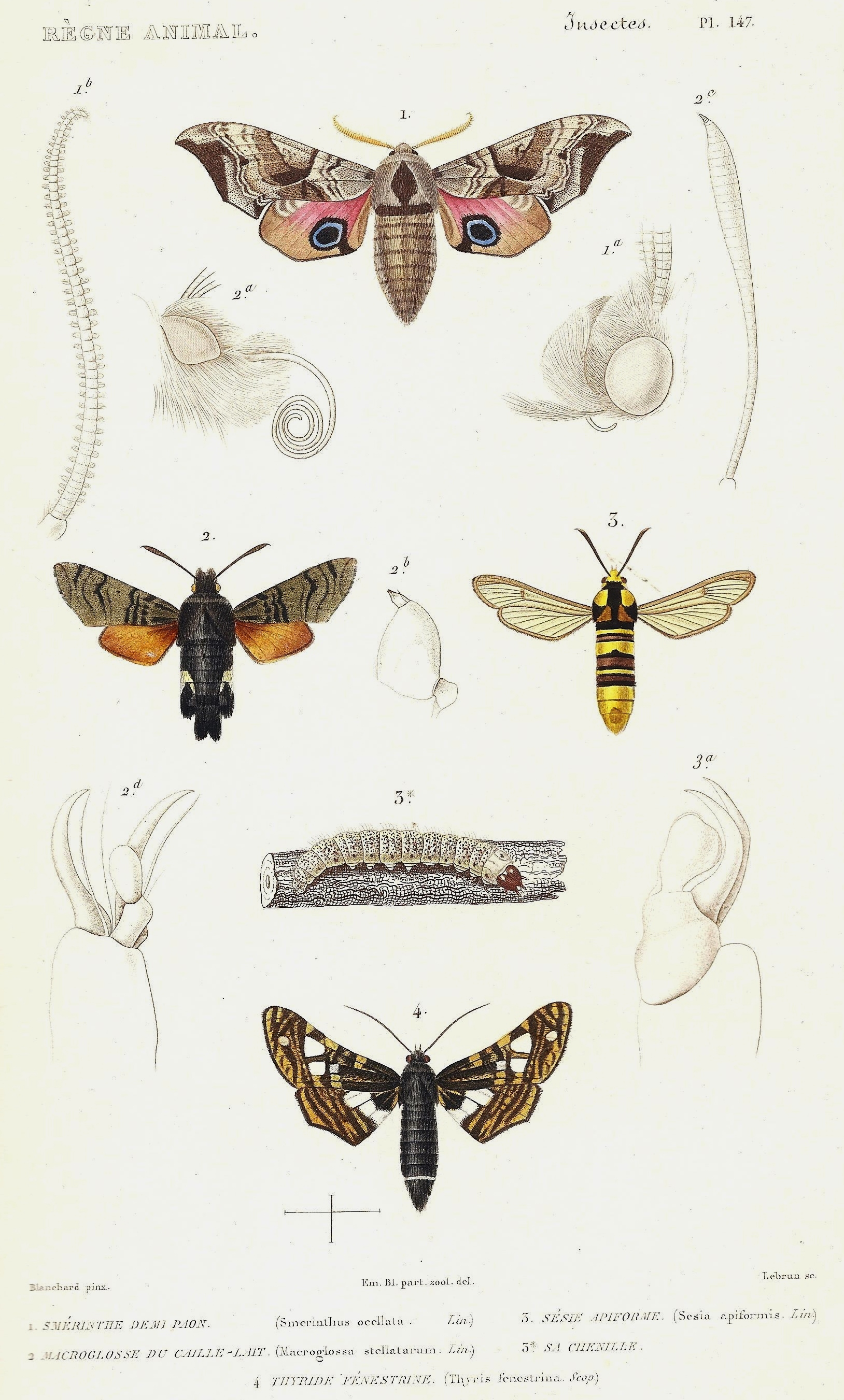
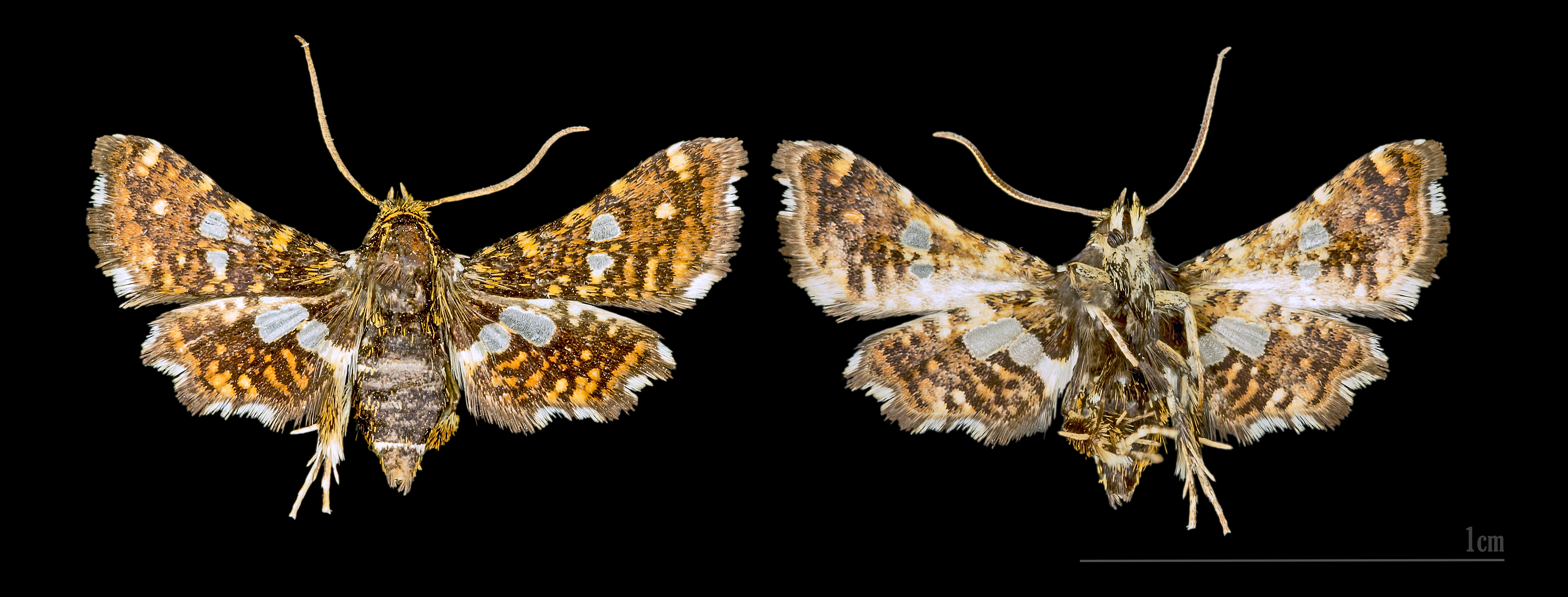